# Natriumdiuranat
Natriumdiuranat ist eine chemische Verbindung aus Natrium, Uran und Sauerstoff. Es kommt auch als Hexahydrat Na2U2O7·6 H2O vor. Ebenfalls bekannt ist Natriumuranat mit der Summenformel Na2UO4. Zusammen mit Ammoniumdiuranat entsteht es bei der Produktion von Yellowcake, einem pulverförmigen Gemisch von Uranverbindungen.

## Verwendung
Natriumdiuranat wird verwendet als:
- Zwischenprodukt bei der Abscheidung von Uran aus Uranerzlösungen (fällt bei Zugabe von Natriumhydroxid aus).[6]
- Farbstoff für Gläser (Uranglas)[7] und Emaillen.